# Franklin (Georgia)
Franklin – miasto w Stanach Zjednoczonych, w stanie Georgia, w hrabstwie Heard.

## Historia
Jako wieś powstało w 1770. Nazwa miastu została nadana na cześć Benjamina Franklina.

## Demografia
Według danych z 2000 roku miasto miało 902 mieszkańców. W roku 2023 liczba mieszkańców wzrosła do 965 osób, a gęstość zaludnienia przekroczyła 109 osób/km².